# 竹下和男
竹下 和男（たけした かずお、1949年 - ）は日本の教育者。子どもが作る“弁当の日”提唱者。自身が2011年に設立した株式会社オフィス弁当の日代表取締役社長であり、鳥山敏子の実弟。

## 来歴・人物
香川県で生まれる。5人兄弟の末っ子で、1914年（大正2年）生まれの父親は病弱で徴兵されず、広島県の軍事工場で終戦を迎えている。4人目と、5人目の竹下は父母の出身地である香川県に帰ってから生まれた。田畑もない父母は、会社勤めの給料では5人の子どもを養えないと搾油業を起業した。農家が生産して持ってきた菜種を絞り、手間賃をもらう仕事で、幼少期の竹下は地域の大人たちから「油屋のむすこ」と呼ばれて育った。竹下は小・中・高・大とよい教師と出会い、教職はずっと憧れの職業だった。香川大学教育学部を卒業。卒業論文「昌益の著作から考える」（「日本アンソロジー　安藤昌益」光芒社2002に要約文掲載）は、江戸時代の農本思想家安藤昌益の思想変化の過程を著作から論じたもので、その後の機関誌『季刊昌益研究』（自費出版）や『安藤昌益全集』（安藤昌益研究会編、農産漁村文化協会、全21巻別巻1）出版の契機の一つになった。
1972年4月より香川県内で小学校・中学校（社会）・県教育委員会で勤務し、2000年4月より綾南町（現・綾川町）立滝宮小学校、国分寺町立国分寺中学校（現・高松市立国分寺中学校）、綾川町立綾上中学校の3校の校長を歴任する。2001年10月から献立・買い出し・調理・弁当箱詰め・片付けのすべてを小学5・6年生に年間5回実施する「子どもが作る弁当の日」（以下「弁当の日」）をスタートさせた。保護者には「親は手伝わないで」と訴えた。以後、異動先の国分寺中学校・綾上中学校でも学校の実状に合わせた「弁当の日」を実施し、2011年3月に定年退職した。この実践は「地域に根差した食育コンクール2003」(提唱：農林水産省 主催：地域に根ざした食育推進協議会他 後援：文部科学省、厚生労働省他）で最優秀賞の農林水産大臣賞を受賞し、2005年に施行された食育基本法にはじまった「食育ブーム」にのって、現職中から全国講演活動がはじまった。
大学教授（歴史学）への夢もあったが、小豆島（土庄町立淵崎小学校、2015年3月閉校）で始まった教員生活が楽しく、「大学教授ではなく、小学校の教師をずっと続けても悔いはないと思った」竹下は結局、小・中学校の教員として定年を迎えた。
退職後は講演・執筆に専念し2011年12月には「株式会社オフィス弁当の日」を設立。講演回数は2300回を超えている。

## 子どもが作る“弁当の日”運動

### 動機
竹下は滝宮小学校に赴任した際、給食に力を入れていたにもかかわらず食べ残しや「まずそうに食べる」子供が多いことに驚き、「給食の素晴らしさやご飯を作る大変さを子どもたちに知ってほしい」と考えたという。
竹下は最初の著書『弁当の日がやってきた』で「弁当の日」に託した6つの夢を紹介している。「一家だんらんの食事が当たり前になる夢」「食べ物の命をイメージできるようになる夢」「子どもたちの感性が磨かれる夢」「人に喜ばれることを快く思うようになる夢」「感謝の気持ちで物事を受け止められるようになる夢」「世界をたしかな目で見つめるようになる夢」である。それらは、人格形成において小学生の時期に獲得してほしい能力という意図があった。
その内容を保護者や教師に説明しなかった竹下は、2年後に「弁当を作る」という詩にして卒業文集に寄稿した。この詩は「弁当の日」の体験が子どもたちに何を学ばせたかを平易で具体的な表現で綴っていて、後の著書に何度も引用されてきた。「弁当の日応援プロジェクト」が作成するリーフレットにも毎年使用されている。
また、竹下は「弁当の日が地産地消の運動にリンクして、日本の農業が変わっていくことも願っています」とも記している。前記の安藤昌益と関連付けた「弁当の日という名の直耕」という文章も発表している。　

### 3つのルール
滝宮小学校で始めた時のルールは3つ。1つめは弁当作りの工程のすべてを子どもだけにやらせること。つまり献立、買い出し、調理、弁当箱詰め、片付けのすべてである。竹下は、子どもの自立を願って「弁当の日」を始めようとしたので「くれぐれも子どもの弁当作りを手伝わないようにしてください」とPTA総会で保護者に訴えている。2つ目は「弁当の日」の対象学年が5・6年生だけのルール。事前指導は学校の授業で1学期から実施する。家庭科は5・6年生にのみあり、発達段階も考慮して4年生以下は通常の給食とした。「弁当を作るのに必要な基礎的知識や技能は、1学期をかけて家庭科の授業で教えます」と4月のPTA総会で竹下が保護者に訴えている。3つ目は10月 - 2月に月1回、計5回の実施とすること。繰り返すことで技術の習得と児童相互の学びあいを進めた。1回目はほとんどの児童が親に手伝ってもらっていたが、米を研いでご飯を炊いた子の話や、卵を割って卵焼きを作った子の自慢に感動し、2回目から顕著に自立に向かい始めた。「弁当の日」の一期生が成人式後の同窓会で竹下に「5回目はほとんど自分で作っていたと思いますよ。聞かなくても顔見ていればわかりました」と話している。

### ひろがり
実施校はなかなか増えず、2005年度末で全国6県・14校だった。そんな2005年5月に福岡県から新聞記者が2名（佐藤弘・渡邊美穂）、国分寺中学校に訪れた。そして西日本新聞社の特集連載記事「食卓の向こう側・6部」（2006・西日本新聞ブックレット11）に取り上げられたことが大きな転機となる。講演会や食育イベントも次々と開催し、「広がる輪」（2007・西日本新聞　ブックレット　13）、「弁当の日」（2008・西日本新聞社ブックレット22）と　出版が相次いだ。どれも反響は大きかった。
竹下の提唱した「弁当の日」は福岡県の小学校教諭稲益義弘の「イナマス方式」、長崎県の小学校教諭福田泰三の「みそ汁の日」としても広がった。また九州大学の佐藤剛史（「すごい弁当力」「自炊男子」等）や比良松道一（「18歳からの自炊塾」）や福岡県の助産師内田美智子（「ここ」「いのちをいただく」）とも活動を共にしてきた。
竹下が定年退職した翌年の2012年には、共同通信社が事務局となり「弁当の日応援プロジェクト」が組織され、「弁当の日」に賛同する企業から協賛金を集めて「弁当の日」の仲間たちによる全国での講演会が繰り返され、さらにフリーペーパーの季刊誌「もぐもぐ」も発刊され始めた。宮崎県は2010年から県下の学校に「弁当の日」実施を呼びかけており学校の実施率は90％になる。全国の実施校は約1800校を超え（公開を希望しなかった学校を含むと2000校は超える）、すべての都道府県を網羅した（地域差はあり）。
ドキュメンタリー映画『弁当の日』が2020年10月に完成し、2021年4月から自主上映方式で全国で上映される。監督は「はなちゃんのみそ汁」のはなの父親である安武信吾。この物語は書籍化（単行本・文庫本・絵本）、映画化、テレビドラマ化され全国で大きな反響を呼んだ。はなの母親・千恵は25歳で乳がんが発症したのちにはなを産み、がんの再発で死去するまで娘に家事を教え33歳で永眠した。安武信吾は妻千恵のブログ「早寝早起き玄米生活」を読み返し「弁当の日」の影響を知り映画制作を決めている。

### 教育思想
竹下は、子どもの健やかな成長には3つの時間が大切と述べている。要約すれば
「くらしの時間」家族とともに過ごす、衣食住にかかわる時間（家庭・健康な身体や心の基地の基礎作り）
「あそびの時間」異年齢層の友だちと、大人のいない屋外で遊ぶ時間（地域・コミュニケーション能力作り）
「まなびの時間」学校・塾・習い事等で自分の長所を見つけ磨く時間（学校・社会に貢献するための基礎作り）
そして「まなびの時間」は評価・競争・勝敗あり、ストレスが多い。それを吸収したり癒してくれたりするのが「あそび時間」「くらし時間」なのだが、現代の子どもたちの生活には、この2つの時間が崩壊の危機にあると憂えている。竹下の著書には、「弁当の日」に取り組んだ児童・生徒・保護者・教師の感想が多く掲載されている。

## 著作

### 著書
- 『弁当作りで身につく力』（講談社　2012年）
- 『お弁当を作ったら』（共同通信社　2014年）

### 共編著
- 『日本アンソロジー・安藤昌益』（尾藤正英他共著　光芒社　2002年）
- 『弁当の日がやってきた』（滝宮小学校共著　自然食通信社　2003年）
- 『弁当の日がやってきた・新装改訂版』（滝宮小学校共著　自然食通信社　2011年）
- 『台所に立つ子どもたち』（国分寺中学校共著　自然食通信社　2006年）
- 『始めませんか　子どもが作る弁当の日』（鎌田實共著　自然食通信社　2009年）
- 『泣きみそ校長と弁当の日』（渡邊美穂共著　西日本新聞社　2010年）
- 『食育最前線　弁当の日』（小児歯科臨床等　自費出版　2010年）
- 『できる！を伸ばす弁当の日』（竹下和男編著　共同通信社　2011年）
- 『ごちそうさま　もらったのは命のバトン』（綾上中学校共著　共同通信社 2012年）
- 『現代に生きる安藤昌益』（石渡博明他編著　お茶の水書房　2012年）
- 『弁当の日はこうして始まった』（学校の食事研究会編著　2015年）
- 『食育最前線２　進化する弁当の日』（小児歯科臨床等　自費出版　2015年）
- 『100年未来の家族へ』（宝肖和美共著　自然食通信社　2019年）

### 監修
- 多賀正子『ひとりでお弁当を作ろう』（佐藤剛史共監修　共同通信社2009年）
- 枝元なおみ『エダモンおすすめ　ひとりでお弁当作ろう』（共同通信社 2011年）
- 坂本廣子『1年生からお弁当作ろう』（共同通信社　2012年）